# لامار كامبل (كاتب أغاني)
لامار كامبل (بالإنجليزية: Lamar Campbell)‏ هو كاتب أغاني أمريكي، ولد في 13 فبراير 1964 في إنديانابوليس في الولايات المتحدة.